# Markéta Švédská (1899–1977)
Markéta Švédská (Margaretha Sofia Lovisa Ingeborg 25. června 1899 – 4. ledna 1977) byla členkou švédské královské rodiny a sňatkem dánskou princeznou. Byla starší sestrou norské korunní princezny Marty a belgické královny Astrid.

## Původ, mládí
Princezna Markéta se narodila 25. června 1899 v letním sídle svých rodičů, ve vile Parkudden v Djurgårdenu ve Stockholmu. Byla nejstarším dítětem a dcerou prince Karla, vévody z Västergötlandu, a dánské princezny Ingeborg a narodila se jako princezna Markéta Švédská a Norská (později jen „Švédská“, vzhledem k rozpadu svazku mezi Norskem a Švédskem v roce 1905).
Narodila se jako nejstarší dítě vévody z Västergötlandu Karla Švédského a princezny Ingeborg Dánské. Její biřmování v roce 1916 přitahovalo nadšený tisk; událost byla označována za začátek nového věku pro švédský královský rod, kterému tak dlouho chyběly princezny.

## Manželství a rodina

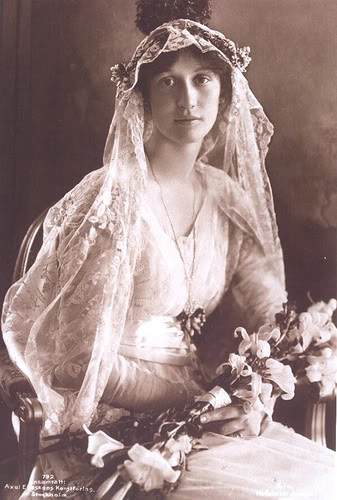
Princezna Markéta ve svatebních šatech, 1919

Dne 22. května 1919 se Markéta ve stockholmské katedrále svatého Mikuláše provdala za matčina bratrance Axela Dánského. Manželství bylo uzavřeno z lásky, její matka poznamenala, že dvojice byla tak zamilovaná, že nemohla zůstat sama v zařízené místnosti. Pár měl dva syny:
- 1. Jiří Valdemar Dánský (16. 4. 1920 Gentofte – 29. 9. 1986 Kodaň)
  - ⚭ 1950 Anna Bowes-Lyon (4. 12. 1917 Washington – 26. 9. 1980 Londýn)
- 2. Flemming Valdemar z Rosenborgu (9. 3. 1922 Stockholm – 19. 6. 2002 Antibes), hrabě z Rosenborgu, námořní velitel v dánském námořnictvu
  - ⚭ 1949 Alice Ruth Nielsenová (8. 10. 1924 Kodaň – 25. 7. 2010)

Byla tetou norského krále Haralda V. a belgických králů Baudouina I. a Alberta II.

## Činnosti
Markéta se v Dánsku, které v dětství při rodinných příležitostech navštěvovala, dobře přizpůsobila. Žila soukromý život se svou rodinou na pozemku Bernstorffshøj v Gentofte a obecně se vyhýbala publicitě. Se svými příbuznými v zahraničí udržovala těsný kontakt. Zajímala se o sociální problémy ve Švédsku, v Dánsku se stala patronkou několika charitativních organizací.
V roce 1947 byla předním hostem na svatbě britské princezny Alžběty a Philipa, vévody z Edinburghu.
Po smrti své sestry, belgické královny Astrid Švédské v roce 1935 se stala velkou oporou jejích dětí v Belgii. Také po smrti své další sestry, norské korunní princezny Marty, se stala velkou oporou sestřiných dětí v Norsku. Byla kmotrou Marty Louisy Norské.
Její manžel zemřel v roce 1964. Jako vdova se často vracela do Švédska, kde se při oficiálních a reprezentativních příležitostech připojovala k ostatním členům švédské královské rodiny, zejména na předávání Nobelovy ceny.
Zemřela 4. ledna 1977 v Kongstedu, u dánského města Fakse.

## Tituly a oslovení
- 25. června 1899 – 7. června 1905: Její Královská Výsost princezna Markéta Švédská a Norská
- 7. června 1905 – 22. května 1919: Její Královská Výsost princezna Markéta Švédská
- 22. května 1919 – 4. ledna 1977: Její Královská Výsost princezna Axel Dánský

## Vývod z předků
|                 |                                 |  |                                                               |                                    |  |  |  |  |  |  |  | Karel XIV. |
|                 |                                 |  |                                                               |                                    |  |  |  |  |  |  |  |            |
|                 | Oskar I.                        |  |                                                               |                                    |  |  |  |  |  |  |  |            |
|                 |                                 |  |                                                               |                                    |  |  |  |  |  |  |  |            |
|                 |                                 |  |                                                               | Désirée Clary                      |  |  |  |  |  |  |  |            |
|                 |                                 |  |                                                               |                                    |  |  |  |  |  |  |  |            |
|                 | Oskar II.                       |  |                                                               |                                    |  |  |  |  |  |  |  |            |
|                 |                                 |  |                                                               |                                    |  |  |  |  |  |  |  |            |
|                 |                                 |  |                                                               | Evžen de Beauharnais               |  |  |  |  |  |  |  |            |
|                 |                                 |  |                                                               |                                    |  |  |  |  |  |  |  |            |
|                 | Joséphine de Beauharnais mladší |  |                                                               |                                    |  |  |  |  |  |  |  |            |
|                 |                                 |  |                                                               |                                    |  |  |  |  |  |  |  |            |
|                 |                                 |  |                                                               | Augusta Bavorská                   |  |  |  |  |  |  |  |            |
|                 |                                 |  |                                                               |                                    |  |  |  |  |  |  |  |            |
|                 | Karel Švédský                   |  |                                                               |                                    |  |  |  |  |  |  |  |            |
|                 |                                 |  |                                                               |                                    |  |  |  |  |  |  |  |            |
|                 |                                 |  |                                                               | Fridrich Vilém Nasavsko-Weilburský |  |  |  |  |  |  |  |            |
|                 |                                 |  |                                                               |                                    |  |  |  |  |  |  |  |            |
|                 | Vilém Nasavský                  |  |                                                               |                                    |  |  |  |  |  |  |  |            |
|                 |                                 |  |                                                               |                                    |  |  |  |  |  |  |  |            |
|                 |                                 |  |                                                               | Luisa Isabela z Kirchbergu         |  |  |  |  |  |  |  |            |
|                 |                                 |  |                                                               |                                    |  |  |  |  |  |  |  |            |
|                 | Žofie Nasavská                  |  |                                                               |                                    |  |  |  |  |  |  |  |            |
|                 |                                 |  |                                                               |                                    |  |  |  |  |  |  |  |            |
|                 |                                 |  |                                                               | Pavel Württemberský                |  |  |  |  |  |  |  |            |
|                 |                                 |  |                                                               |                                    |  |  |  |  |  |  |  |            |
|                 | Pavlína Württemberská           |  |                                                               |                                    |  |  |  |  |  |  |  |            |
|                 |                                 |  |                                                               |                                    |  |  |  |  |  |  |  |            |
|                 |                                 |  |                                                               | Šarlota Sasko-Hildburghausenská    |  |  |  |  |  |  |  |            |
|                 |                                 |  |                                                               |                                    |  |  |  |  |  |  |  |            |
| Markéta Švédská |                                 |  |                                                               |                                    |  |  |  |  |  |  |  |            |
|                 |                                 |  |                                                               |                                    |  |  |  |  |  |  |  |            |
|                 |                                 |  | Fridrich Vilém Šlesvicko-Holštýnsko-Sonderbursko-Glücksburský |                                    |  |  |  |  |  |  |  |            |
|                 |                                 |  |                                                               |                                    |  |  |  |  |  |  |  |            |
|                 | Kristián IX.                    |  |                                                               |                                    |  |  |  |  |  |  |  |            |
|                 |                                 |  |                                                               |                                    |  |  |  |  |  |  |  |            |
|                 |                                 |  |                                                               | Luisa Karolina Hesensko-Kasselská  |  |  |  |  |  |  |  |            |
|                 |                                 |  |                                                               |                                    |  |  |  |  |  |  |  |            |
|                 | Frederik VIII.                  |  |                                                               |                                    |  |  |  |  |  |  |  |            |
|                 |                                 |  |                                                               |                                    |  |  |  |  |  |  |  |            |
|                 |                                 |  |                                                               | Vilém Hesensko-Kasselský           |  |  |  |  |  |  |  |            |
|                 |                                 |  |                                                               |                                    |  |  |  |  |  |  |  |            |
|                 | Luisa Hesensko-Kasselská        |  |                                                               |                                    |  |  |  |  |  |  |  |            |
|                 |                                 |  |                                                               |                                    |  |  |  |  |  |  |  |            |
|                 |                                 |  |                                                               | Luisa Šarlota Dánská               |  |  |  |  |  |  |  |            |
|                 |                                 |  |                                                               |                                    |  |  |  |  |  |  |  |            |
|                 | Ingeborg Dánská                 |  |                                                               |                                    |  |  |  |  |  |  |  |            |
|                 |                                 |  |                                                               |                                    |  |  |  |  |  |  |  |            |
|                 |                                 |  |                                                               | Oskar I.                           |  |  |  |  |  |  |  |            |
|                 |                                 |  |                                                               |                                    |  |  |  |  |  |  |  |            |
|                 | Karel XV.                       |  |                                                               |                                    |  |  |  |  |  |  |  |            |
|                 |                                 |  |                                                               |                                    |  |  |  |  |  |  |  |            |
|                 |                                 |  |                                                               | Joséphine de Beauharnais mladší    |  |  |  |  |  |  |  |            |
|                 |                                 |  |                                                               |                                    |  |  |  |  |  |  |  |            |
|                 | Luisa Švédská                   |  |                                                               |                                    |  |  |  |  |  |  |  |            |
|                 |                                 |  |                                                               |                                    |  |  |  |  |  |  |  |            |
|                 |                                 |  |                                                               | Frederik Nizozemský                |  |  |  |  |  |  |  |            |
|                 |                                 |  |                                                               |                                    |  |  |  |  |  |  |  |            |
|                 | Luisa Oranžsko-Nasavská         |  |                                                               |                                    |  |  |  |  |  |  |  |            |
|                 |                                 |  |                                                               |                                    |  |  |  |  |  |  |  |            |
|                 |                                 |  |                                                               | Luisa Pruská                       |  |  |  |  |  |  |  |            |
|                 |                                 |  |                                                               |                                    |  |  |  |  |  |  |  |            |